# Арриага, Пабло Хосе де
Па́бло Хосе́ де Арриа́га (исп. Pablo José de Arriaga; 1564, Вергара, Испания — 1622, Карибское море) — испанский монах, миссионер-иезуит в Южной Америке, Перу. По происхождению — баск.

## Биография
Учился в колледже иезуитов в Мадриде, в этом же городе стал послушником в 1579 году. Прибыл в Перу в 1585 году.
Преподавал риторику в Королевском колледже Сан-Мартин, ректором которого стал в 1588 году. В качестве представителя Перу пребывал в Испании с 1601 по 1604 год, также был направлен в Рим. Участвовал в кампаниях по искоренению язычества вместе с иезуитами Фернандо Авенданьо и Луис де Теруэль, следуя распоряжениям архиепископа Лимы Бартоломе Лобо Герреро. В 1612—1615 — ректор в колледже иезуитов города Арекипы. Был направлен с миссией в Испанию, но умер во время путешествии возле Гаваны, став жертвой стихийного бедствия.
Основал школы для детей индейских касиков и дома исправления для индейских шаманов.
Арриага являлся главным виновником, инициировавшим и руководившим уничтожением кипу у инков (узелковая письменность).

## Произведения
Написал работу по церковной риторике: Rhetoris Christiani partes septem: exemplis cum sacris tum philosphicis illustratae. Nunc primum in lucem prodeunt. Lyon, Sumptibus Horatij Cardon, 1619, [24], 391 p.; reedited in Amberes, 1659.
Оставил ценный труд по обычаям индейцев Перу:
- La extirpación de la idolatría en el Perú, 1621. Архивировано 11 июля 2012 года.